# Keszegh István
Keszegh István (Marcelháza, 1950. június 22. – 2019. március 24.) matematika-fizika szakos gimnáziumi tanár.

## Élete

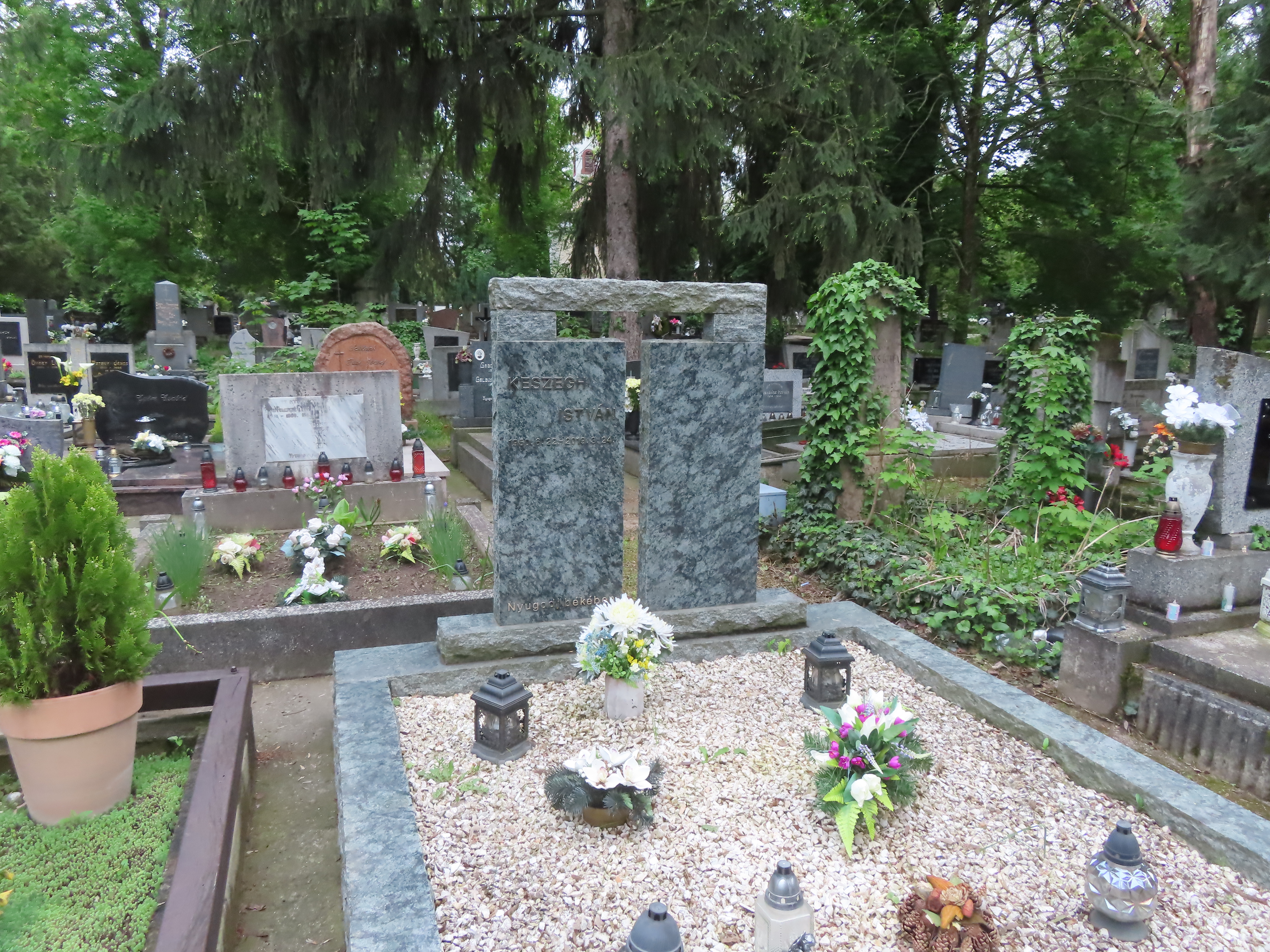
Sírhelye a komáromi katolikus temetőben

1968-ban érettségizett a komáromi magyar gimnáziumban, majd 1974-ben a prágai Károly Egyetemen szerzett diplomát matematika-fizika szakon. Egyetemi évei alatt az Ady Endre Diákklubban tevékenykedett.
Tanári pályáját a nagymegyeri gimnáziumban kezdte, ahol a helyi Csemadok-klub egyik alapítója, majd 1980-ban a komáromi magyar gimnáziumba került. 1985–1991 között a gimnázium igazgatója volt. 1994-től sikeresen szervezte a Zrínyi Ilona Nemzetközi Matematika Verseny felvidéki fordulóját. 2014-ig tanított.
Tanított a soproni Benedek Elek Óvóképző Főiskola kihelyezett tagozatán, illetve előadott a komáromi Selye János Egyetemen. A Veszprémi Műszaki Egyetem tehetséggondozó programjának oktatója, illetve alapító tagja volt a Szlovákiai Magyar Pedagógusok Szövetségének is. Az SzMPSZ országos alelnöke.
1992–1999 között a Csemadok Komáromi Alapszervezetének az elnöke volt. A PROMATEK társaság elnöke.
Felesége Keszegh Margit ügyvéd.

## Elismerések
- 2003 Szent Gorazd-díj
- 2003 Felvidéki Magyar Pedagógus-díj
- 2011 Beke Manó-emlékdíj
- 2019 Pro Urbe-díj (Komárom)[2]
- 2022 Selye János Gimnázium, Keszegh István tanterem[3]

## Művei
- Én példatáram (társszerző)